# کلی (کالیفرنیا)
کلی (به انگلیسی: Clay) یک منطقهٔ مسکونی در ایالات متحده آمریکا است که در شهرستان ساکرامنتو، کالیفرنیا واقع شده‌است. کلی ۱۷٫۴۹۷ کیلومتر مربع مساحت و ۱٬۱۹۵ نفر جمعیت دارد و ۴۱٫۱۵ متر بالاتر از سطح دریا واقع شده‌است.